# Sintra

Sintra (Portugalia)

Sintra este un oraș din districtul Lisabona, Portugalia, situat la cca 25 km vest de Lisabona, înscris pe lista patrimoniului cultural mondial UNESCO.

## Personalități născute aici
- Nuno Mendes (n. 2002), fotbalist.